# Roméo Beaudry
Pour les articles homonymes, voir Beaudry.
Roméo Beaudry (Louis-Roméo Beaudry) est un producteur, auteur, traducteur et musicien québécois, né à Montréal le 25 février 1882, mort à Montréal  le 6 mai 1932 d'une crise cardiaque à l'âge de 50 ans. 

## Biographie
Roméo Beaudry est l'un des plus importants producteurs d'artistes canadiens de la première moitié du XXe siècle. Son père Joseph Beaudry (1855-?) est photographe, portraitiste et commerçant de matériel photographique et d'instruments de musique. Joseph Beaudry quitte la ville de Montréal avec sa femme Caroline Raymond (1853-?) pour s'installer dans la ville de Québec en 1888 et y fonder la compagnie "Jos. Beaudry Photographe" au 265 rue Saint-Jean.
Après des études au Petit Séminaire de Québec, Roméo Beaudry assiste son père à son magasin de produits photographiques et d'instruments de musique. Par la suite, en 1912, il devient critique musical pour le quotidien La Patrie (Montréal). 
Voulant mieux servir la vaste communauté francophone de la Nouvelle-Angleterre, la Columbia Gramophone de New York lui demande, en 1915, de lui soumettre des noms d'artistes canadiens-français. C'est ainsi que, grâce à Roméo Beaudry, plus d'une douzaine d'artistes du Québec, dont Jean-Marie Magnan, Joseph-Henri Thibodeau, Hector Pellerin, François-Xavier Mercier, Damase DuBuisson, Alfred Rochon (dit Alfred Nohcor) et Honoré Vaillancourt, enregistrent à New York pour Columbia. En 1916, la maison Archambault située à Montréal l'embauche pour travailler au rayon des pianos.
En 1918, la Starr Company of Canada est créée en Ontario et dirigée par Wilfred D. Stevenson. En 1920, la division Starr Phonograph of Québec est ensuite fondée par Pierre Célestin Falardeau et nomme Roméo Beaudry à titre de gérant de la compagnie. 
Intéressé par tous les genres musicaux, Roméo Beaudry produit avec autant de succès des artistes lyriques, folkloriques et de variétés tels Albert Marier, Isidore Soucy, Ovila Légaré, Eugène Daignault, Alfred Montmarquette, Charles Marchand, Alexandre Desmarteaux, etc.  Mais son coup d'éclat demeure la découverte de La Bolduc dont le succès assure la survie de l'étiquette de disque Starr, prise dans les remous de la crise économique de 1929.
Au cours des années 1920, l'étiquette Starr, propriété de la compagnie montréalaise Compo Company produit près de 700 disques francophones sous l'impulsion et les recommandations de Roméo Beaudry. 
De plus, il compose ses propres compositions qu'il enregistre lui-même.
Il meurt subitement le vendredi 6 mai 1932 après avoir assisté à la séance d'enregistrement de Mary Bolduc et de sa fille Lucienne. 

## Sources
- Le Gramophone virtuel
- P. Bouliane, Sandria. 2006. "L'impact de Herbert Berliner et Roméo Beaudry sur la structuration du champ de la phonographie populaire canadienne-française, 1918-1932". Mémoire de maîtrise en musicologie. Université Laval.
- Thérien, Robert. 2003. L'histoire de l'enregistrement sonore au Québec et dans le monde: 1878-1950. Québec: Les presses de l'Université Laval.